# Trận Fehrbellin (1758)
Trận chiến Fehrbellin là một trận đánh trong cuộc Chiến tranh Bảy Năm, diễn ra tại Fehrbellin giữa Quân đội Phổ và Thụy Điển vào ngày 28 tháng 9 năm 1758.
Quân đội Phổ do Tướng Carl Heinrich von Wedel chỉ huy quyết định chấm dứt cuộc tiến công của quân Thụy Điển vào Brandenburg. Quân đội Thụy Điển trấn giữ thị trấn này, và cứ mỗi cánh cổng trong số ba cánh cổng thành Brandenburg thì bọn họ đặt một khẩu đại pháo.
Quân Phổ tiến công và đánh phá cửa Tây (Mühlenthor), quân Thụy Điển bị áp đảo về quân số, đại bại chạy toán loạn trên khắp đường phố. Tuy nhiên, viện binh Thụy Điển kéo đến, và do quân Phổ không thể đốt cháy cầu, họ phải rút quân.